# (38527) 1999 TJ315
1999 تي جاي 315 (ويعرف أيضًا باسم (38527) 1999 تي جاي 315 وفق تسمية الكوكب الصغير) (بالإنجليزية: 1999 TJ315)‏ هو كويكب ضمن حزام الكويكبات؛ وترتيبه 38527 من حيث الاكتشاف.
اكتُشف هذا الجُرم الفلكي بواسطة بحث لنكولن عن الكويكبات القريبة من الأرض في 9 أكتوبر 1999.

## وصلات خارجية
- (38527) 1999 TJ315 في قاعدة بيانات مختبر الدفع النفاث لأجرام النظام الشمسي الصغيرة

- الاكتشاف · مخطط المدار ·  العناصر المدارية · المعلمات المادية

- (38527) 1999 TJ315 على موقع ويكي سكاي: DSS2, SDSS, GALEX, IRAS, Hydrogen α, X-Ray, Astrophoto, Sky Map, Articles and images